# Rozważ
Rozważ (ukr. Розваж) – wieś w obwodzie lwowskim, w rejonie złoczowskim na Ukrainie. Miejscowość liczy 350 mieszkańców. Samorząd stanowi Rada Wsi Biały Kamień.

## Położenie
Według Słownika geograficznego Królestwa Polskiego i innych krajów słowiańskich: Rozważ z Sobolówką to wieś w ówczesnym powiecie złoczowskim Królestwa Galicji i Lodomerii, położona 16 km na północny zachód od Złoczowa, 10 km od sądu powiatowego w Olesku, 4 km od urzędu pocztowego w Białym Kamieniu. Na południe-zachodnim krańcu wsi przepływa Bug. Do Sobolówki należała grupa domów Podlipce. Obie wsie tworzyły jedną gminę katastralną o powierzchni 1630 ha. Połowa obszaru należała do rzymskokatolickiego probostwa w Olesku, a reszta do gminy. W 1880 w Sobolówce było 19 domów i 105 mieszkańców, w tym 26 katolików, 64 ewangelików i 15 izraelitów (58 Polaków i 47 Niemców). Od 1868 w Sobolówce funkcjonowała szkoła ewangelicka z językiem wykładowym niemieckim.

## Zabytki
- drewniana rzymskokatolicka kaplica z 1930 roku zachowała się przy murowanym domu.
- cerkiew pw. św. Michała Archanioła.